# Аноне
Аноне (фр. Annonay) је насељено место у Француској у региону Рона-Алпи, у департману Ардеш.
По подацима из 2011. године у општини је живело 16.445 становника, а густина насељености је износила 775,71 становника/km².

## Демографија
| 1962.  | 1968.  | 1975.  | 1982.  | 1990.  | 2011.  |
| ------ | ------ | ------ | ------ | ------ | ------ |
| 18.434 | 20.757 | 20.832 | 19.484 | 18.525 | 16.445 |